# 西田平駅
西田平駅（にしたびらえき）は、長崎県平戸市田平町荻田免にある松浦鉄道西九州線の駅である。
田平天主堂の最寄駅であり、駅付近にはたびら昆虫自然園がある自然豊かな地であることから「田平天主堂と昆虫の里」の愛称が松浦鉄道によって付けられている。

## 歴史
- 1989年（平成元年）3月11日：開業[1]。
- 2015年（平成27年）5月11日：駅愛称が「田平天主堂と昆虫の里」に決定[2]。

## 駅構造
単式ホーム1面1線の地上駅である。無人駅で駅舎は無いが、待合所とトイレがある。駅ホームは築堤上の斜面に建てられており、出入りはホームたびら平戸口寄り端に取付けられた階段による。

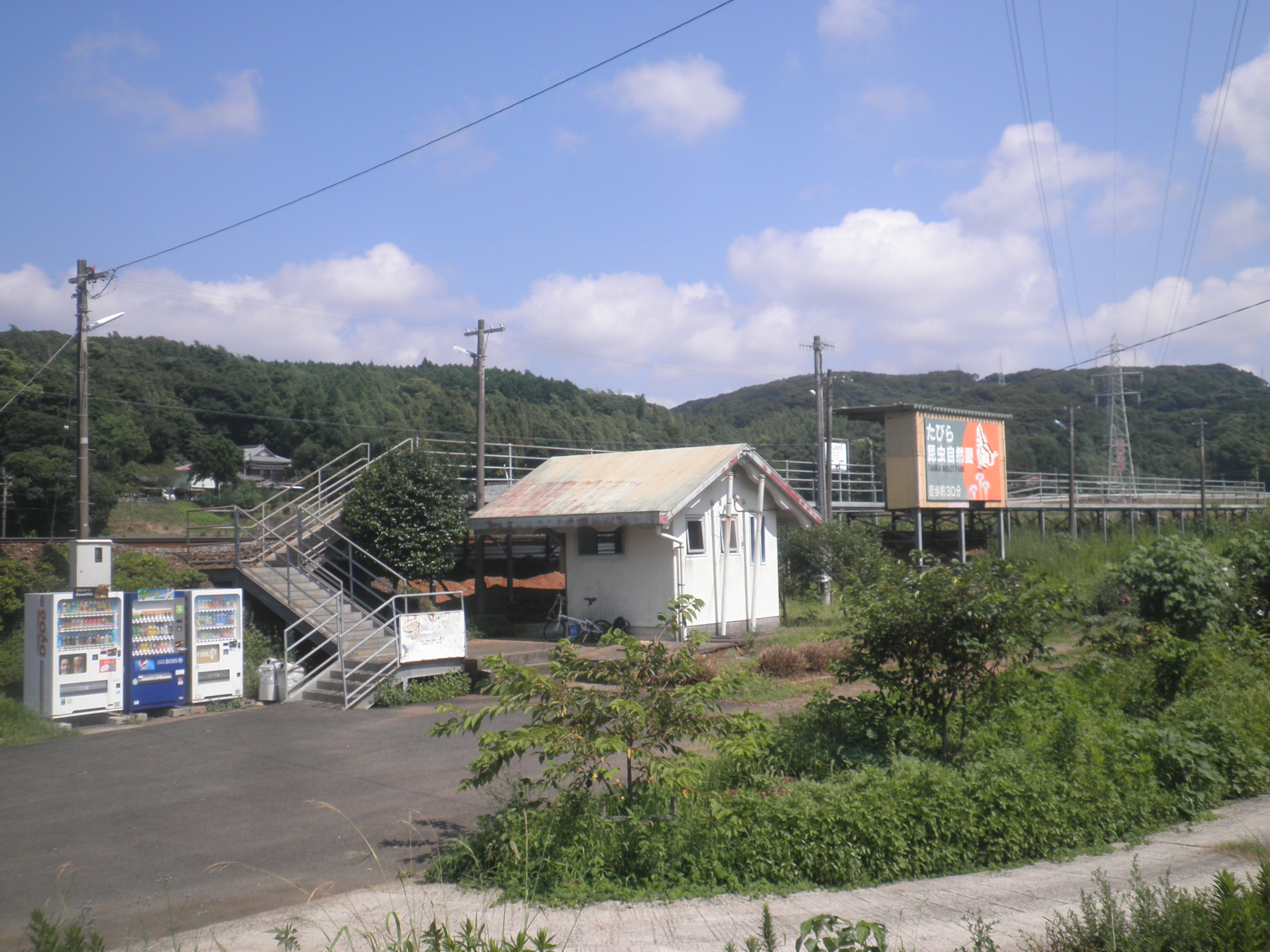
駅全景（2013年8月、出入口側より）
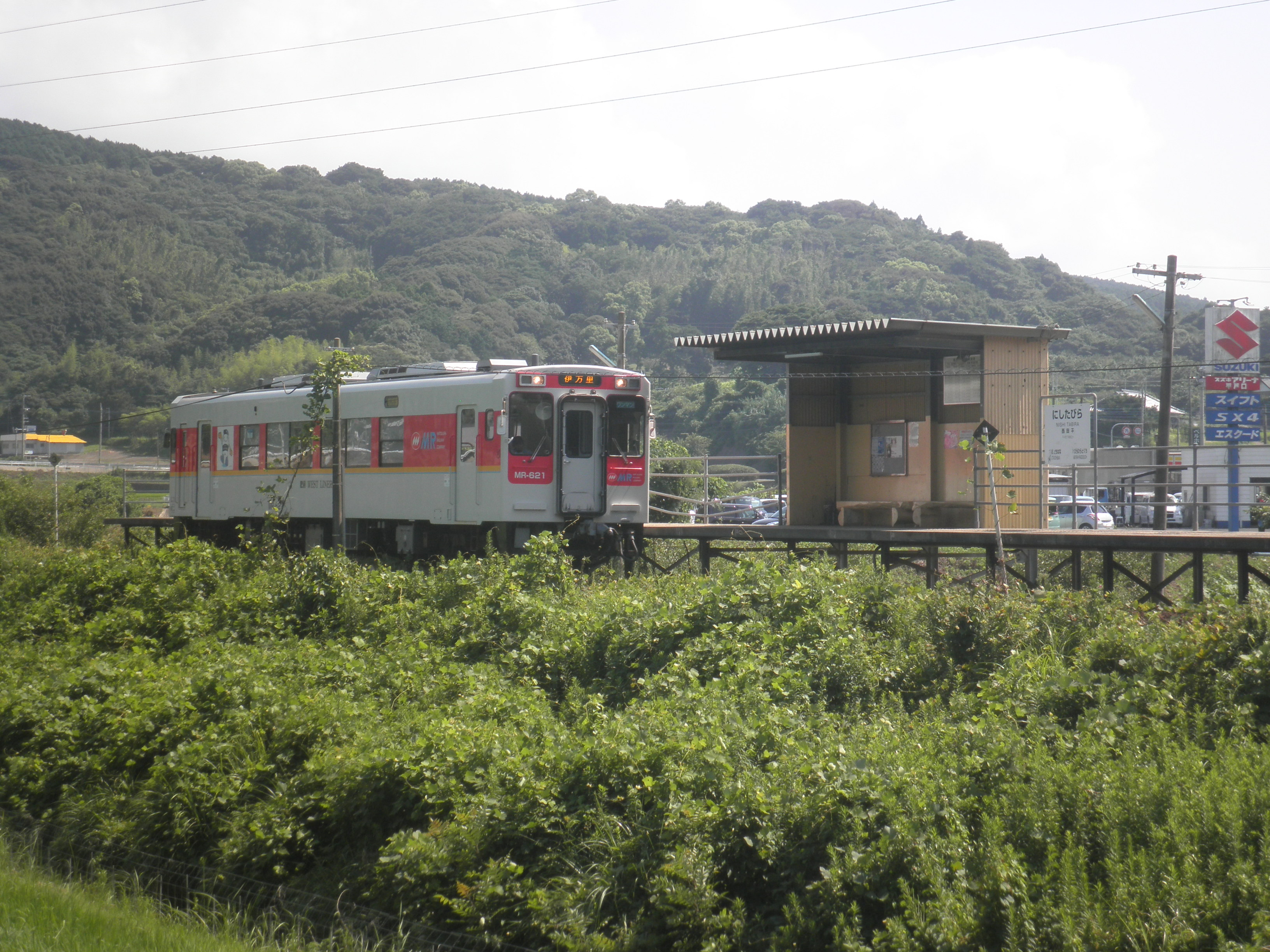
停車直前の列車（2013年8月、駅付近より）
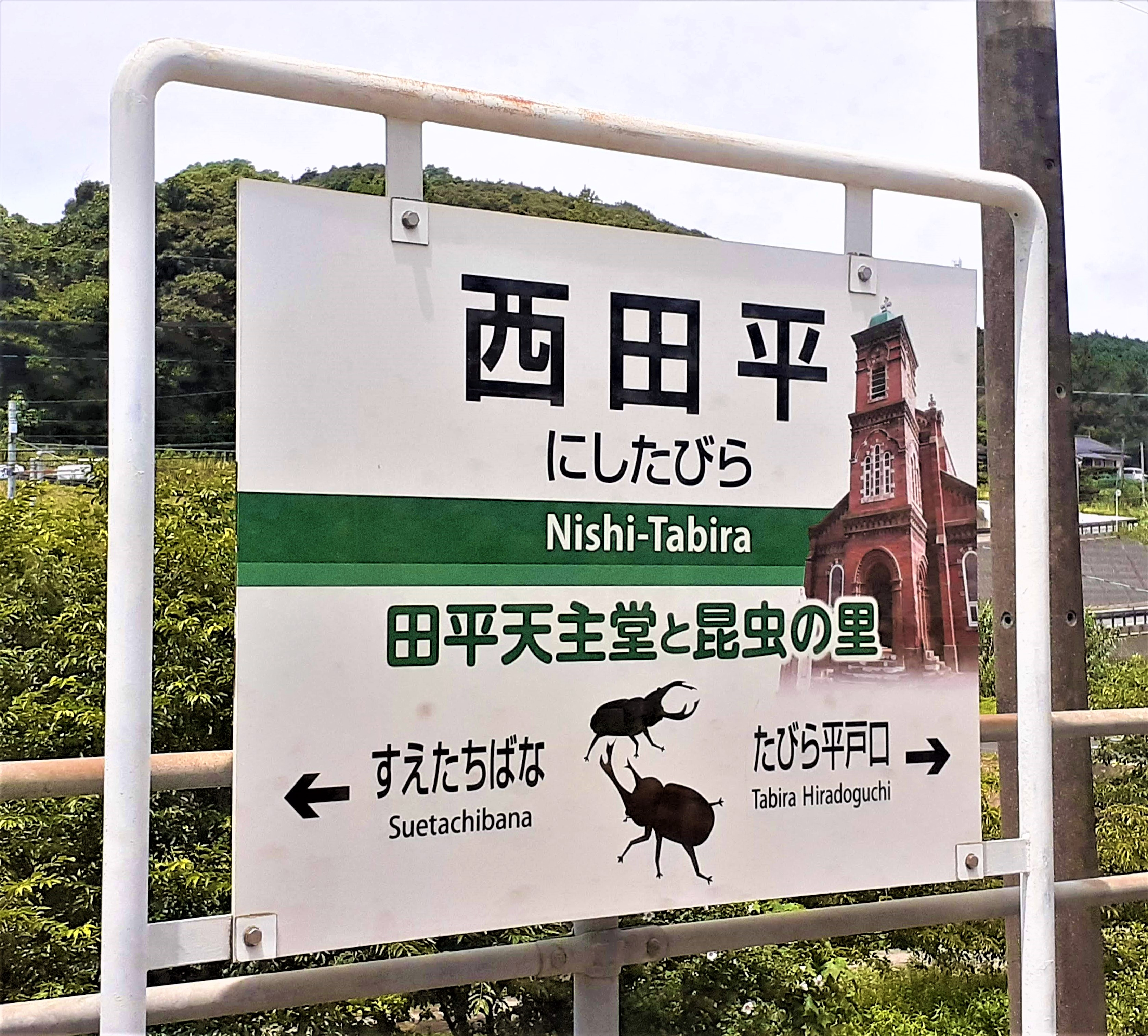
駅名標（2020年7月、愛称制定後。デザイン変更前は隣接駅案内の間に平戸牛の絵があった）

## 利用状況
1日平均乗車人員は以下の通り。
| 乗車人員推移 | 乗車人員推移 |
| 年度         | 1日平均人数  |
| ------------ | ------------ |
| 1998         | 173          |
| 1999         | 202          |
| 2000         | 191          |
| 2001         | 185          |
| 2002         | 180          |
| 2003         | 199          |
| 2004         | 206          |
| 2005         | 231          |
| 2006         | 196          |
| 2007         | 240          |
| 2008         | 185          |
| 2009         | 220          |
| 2010         | 195          |

## 駅周辺
駅前の国道204号沿いには、ラーメン店や自動車販売店２店(「(株)スズキ自販長崎・平戸口営業所」「(株)ホンダモビリティ九州 HondaCars長崎・U-Select平戸」)、24時間営業のコンビニエンスストアがある。駅近くでたこ焼き屋の屋台が出ていた時期もあり、列車待ちの高校生などに人気だった。
春には駅の周りの田んぼに、地元農家が植えた菜の花が咲く。
- 平戸市立田平中学校
- 長崎県立北松農業高等学校
- たびら昆虫自然園
- 田平天主堂（瀬戸山天主堂）
- 西肥バス「荻田（おぎた）」バス停

## 隣の駅
松浦鉄道
■西九州線
たびら平戸口駅 - 西田平駅 - すえたちばな駅